# نورسالسولینول
نورسالسولینول (به انگلیسی: Norsalsolinol) با فرمول شیمیایی C۹H۱۱NO۲ یک ترکیب شیمیایی با شناسه پاب‌کم ۳۶۹۳۷ است. 